# Coupe de Tunisie de football 2017-2018
Navigation
Coupe de Tunisie 2016-2017 Coupe de Tunisie 2018-2019
La coupe de Tunisie de football 2017-2018 est la 61e édition de la coupe de Tunisie depuis 1956 et la 86e au total, une compétition à élimination directe mettant aux prises des centaines de clubs de football amateurs et professionnels à travers la Tunisie. Elle est organisée par la Fédération tunisienne de football.

## 1ertour
| Date du match    | Équipe 1                           | Équipe 2                         | Score 90 min | Score Prol. | Tirs au but |
| ---------------- | ---------------------------------- | -------------------------------- | ------------ | ----------- | ----------- |
| 10 novembre 2017 | Association sportive de Djerba     | Association sportive de Soliman  | 0-1          |             |             |
| 12 novembre 2017 | Sporting Club de Ben Arous         | Olympique de Béja                | 1-0          |             |             |
| 12 novembre 2017 | Avenir sportif de La Marsa         | Sfax railway sport               | 1-2          |             |             |
| 12 novembre 2017 | Étoile olympique de Sidi Bouzid    | Club sportif de Hammam Lif       | 1-0          |             |             |
| 12 novembre 2017 | Croissant sportif chebbien         | Association sportive de l'Ariana | 3-0          |             |             |
| 10 novembre 2017 | Jendouba Sports                    | Union sportive de Tataouine      | 2-2          | 2-2         | 3-5         |
| 12 novembre 2017 | Avenir sportif de Kasserine        | Océano Club de Kerkennah         | 1-0          |             |             |
| 12 novembre 2017 | Stade africain de Menzel Bourguiba | El Gawafel sportives de Gafsa    | 1-0          |             |             |
| 12 novembre 2017 | Espoir sportif de Hammam Sousse    | STIR sportive de Zarzouna        | -            |             |             |
| 12 novembre 2017 | Stade sportif sfaxien              | Club sportif de Korba            | 1-0          |             |             |

## Seizièmes de finale
| Date du match  | Équipe 1                              | Équipe 2                       | Score 90 min | Score Prol. | Tirs au but |
| -------------- | ------------------------------------- | ------------------------------ | ------------ | ----------- | ----------- |
| 4 février 2018 | Croissant sportif d'Akouda            | Union sportive monastirienne   | 2-3          |             |             |
| 4 février 2018 | Union sportive de Ben Guerdane        | Club sportif sfaxien           | 0-4          |             |             |
| 4 février 2018 | Union sportive de Tataouine           | Croissant sportif de Redeyef   | 2-2          | 2-2         | 4-2         |
| 4 février 2018 | Association sportive de Menzel Ennour | Club olympique de Médenine     | 2-3          |             |             |
| 4 février 2018 | El Alia Sport                         | Étoile sportive du Sahel       | 0-1          |             |             |
| 4 février 2018 | Club sportif de Bembla                | Club sportif des cheminots     | 2-1          |             |             |
| 4 février 2018 | Sporting Club de Moknine              | Espérance sportive de Zarzis   | 1-0          |             |             |
| 4 février 2018 | Étoile sportive El Aloui              | Stade gabésien                 | 2-2          | 2-2         | 5-4         |
| 4 février 2018 | Union sportive de Chebika             | Club africain                  | 1-4          |             |             |
| 4 février 2018 | Association sportive de Sbikha        | Jeunesse sportive kairouanaise | 1-0          |             |             |
| 4 février 2018 | Avenir sportif de Rejiche             | Croissant sportif chebbien     | 2-1          |             |             |
| 4 février 2018 | Étoile sportive de Métlaoui           | Espérance sportive de Tunis    | 0-0          | 1-0         |             |
| 4 février 2018 | Jeunesse sportive de Tebourba         | Stade tunisien                 | 0-4          |             |             |
| 4 février 2018 | La Palme sportive de Tozeur           | Club athlétique bizertin       | 0-0          | 0-0         | 3-4         |
| 4 février 2018 | Avenir sportif de Gabès               | Sfax railway sport             | 2-0          |             |             |
| 4 février 2018 | Espoir sportif de Hammam Sousse       | Club olympique des transports  | 1-2          |             |             |

## Huitièmes de finale
| Date du match   | Équipe 1                       | Équipe 2                    | Score 90 min | Score Prol. | Tirs au but |
| --------------- | ------------------------------ | --------------------------- | ------------ | ----------- | ----------- |
| 24 février 2018 | Union sportive monastirienne   | Club sportif sfaxien        | 0-1          |             |             |
| 25 février 2018 | Union sportive de Tataouine    | Club olympique de Médenine  | 1-1          | 2-1         |             |
| 25 février 2018 | Club sportif de Bembla         | Étoile sportive du Sahel    | 0-2          |             |             |
| 25 février 2018 | Sporting Club de Moknine       | Étoile sportive El Aloui    | 1-1          | 1-1         | 3-4         |
| 24 février 2018 | Association sportive de Sbikha | Club africain               | 0-0          | 1-3         |             |
| 25 février 2018 | Avenir sportif de Rejiche      | Étoile sportive de Métlaoui | 1-0          |             |             |
| 25 février 2018 | Stade tunisien                 | Club athlétique bizertin    | 0-0          | 0-0         | 2-4         |
| 25 février 2018 | Club olympique des transports  | Avenir sportif de Gabès     | 0-1          |             |             |

## Quarts de finale
| Date du match | Équipe 1                    | Équipe 2                 | Score 90 min | Score Prol. | Tirs au but |
| ------------- | --------------------------- | ------------------------ | ------------ | ----------- | ----------- |
| 4 avril 2018  | Club africain               | Club sportif sfaxien     | 2 - 1        |             |             |
| 4 avril 2018  | Avenir sportif de Rejiche   | Étoile sportive du Sahel | 0 - 5        |             |             |
| 4 avril 2018  | Étoile sportive El Aloui    | Avenir sportif de Gabès  | 0 - 3        |             |             |
| 4 avril 2018  | Union sportive de Tataouine | Club athlétique bizertin | 0 - 0        | 0 - 0       | 3 - 4       |

## Demi-finales
| Date        | Équipe 1                 | Équipe 2                | Score 90 min | Score Prol. | Tirs au but |
| ----------- | ------------------------ | ----------------------- | ------------ | ----------- | ----------- |
| 27 mai 2017 | Club athlétique bizertin | Club africain           | 1-1          | 1-1         | 4-5         |
| 28 mai 2017 | Étoile sportive du Sahel | Avenir sportif de Gabès | 1-0          |             |             |

## Finale
| Date        | Équipe 1      | Équipe 2                 | Score 90 min | Score Prol. | Tirs au but |
| ----------- | ------------- | ------------------------ | ------------ | ----------- | ----------- |
| 13 mai 2018 | Club africain | Étoile sportive du Sahel | 4-1          |             |             |

Les buts de la finale sont marqués par Wissem Ben Yahia (37e minute), Saber Khalifa (51e et 94e) et Ghazi Ayadi (65e) pour le Club africain et par Rami Bedoui (81e minute) pour l'Étoile sportive du Sahel.
Le match est arbitré par un staff composé de Youssef Srairi, Sadek Sallemi, Walid Jeridi, Yamen Mallouchi et Ramzi Lahrech. Slim Belkhouas est le quatrième arbitre du match.
- Formation du Club africain (entraîneur : Kamel Kolsi) : Seifeddine Charfi (puis Ghaith Yeferni), Hamza Agrebi, Ali Abdi, Seif Teka, Fakhreddine Jaziri (puis Nicholas Opoku), Ahmed Khalil, Ghazi Ayadi (puis Mahdi Ouedherfi), Wissem Ben Yahia, Yassine Chamakhi, Bilel Khefifi, Saber Khalifa
- Formation de l'Étoile sportive du Sahel (entraîneur : Kheireddine Madoui) : Achraf Krir, Wajdi Kechrida, Ghazi Abderrazzak (puis Alaya Brigui), Rami Bedoui, Ammar Jemal, Mohamed Methnani, Aymen Trabelsi, Hamza Lahmar, Alkhaly Bangoura, Iheb Msakni (puis Slim Ben Belgacem), Amine Chermiti (puis Amr Marey)[1]